# Aksakovo (Oblast' di Orenburg)
Aksakovo è un centro abitato della Russia. In precedenza si è chiamato Novo-Aksakovo (Ново–Аксаково) o Znamenskoe (Знаменское).